# Колесо Воза
Галактика Колесо Воза  (також відома як ESO 350-40) — пекулярна (кільцеподібна) галактика, яка розташована на відстані близько 500 мільйонів світлових років від Землі (120 Мпк) у напрямку сузір'ї Скульптора. Діаметр галактики приблизно 130 000 світлових років, а маса близько 2,9—4,8× 109 M☉.
Відкрита Фріцем Цвікі 1941 року. Він вважав своє відкриття, «однією з найскладніших структур, що очікують свого пояснення на основі зоряної динаміки».

## Структура
У галактиці Колесо Воза виявлено нетеплові джерела радіовипромінювання, які розташовані як «спиці» в колесі, проте їх положення не збігається зі «спицями», видимими в оптичному діапазоні.

## Еволюція
Вважається, що галактика Колесо Воза була спіральною галактикою та близько 200 млн років тому зазнала зіткнення з карликовою галактикою, яка пролетіла крізь її диск. Проходження карликової галактики крізь Колесо Воза викликало потужну ударну хвилю, подібну до брижів від каменя, кинутого у воду. Рухаючись на високій швидкості, ударна хвиля вимела з галактики газ та пил і створила довкола галактики зону зореутворення. Вона виглядає як блакитне кільце навколо яскравої галактики в центрі. Кільце обертається зі швидкістю 217 км/с. Зараз можна бачити, що галактика починає знову набувати форми звичайної спіральної галактики, з рукавами, що поширюються від центрального ядра.
Як альтернатива, існує модель, заснована на гравітаційній нестійкості Джинса осесиметричних (радіальних) і неосесиметричних (спіральних) гравітаційних збуреннях малої амплітуди, яка дозволяє встановити зв'язок між зростаючими згустками матерії і гравітаційно нестійкими осесиметричними і неосесемитричними хвилями, які набувають вигляду кільця і спиць.

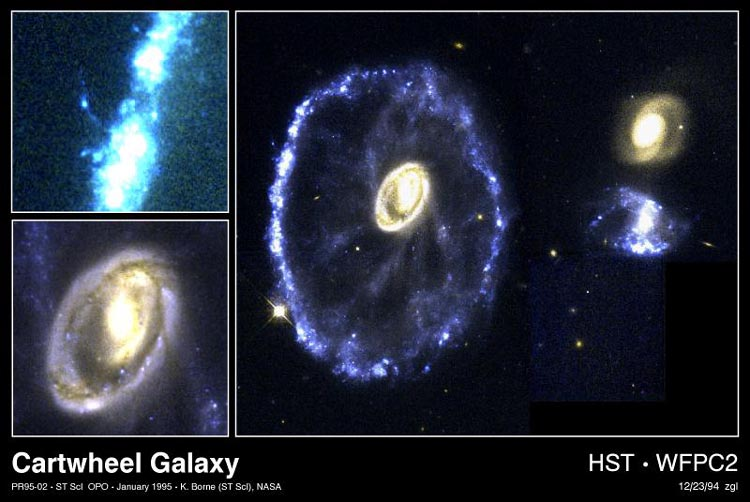
Лобове зіткнення двох галактик можна спостерігати в космічному телескопі Хаббла (НАСА) у реальних кольорах.

## Рентгенівські джерела
Внаслідок зіткнення галактик утворилося кільце, яке має діаметр близько 100 тис. світлових років (більше за діаметр Чумацького Шляху) та містить кілька мільярдів новоутворених зір. Спалах зореутворення призводить до утворення значної кількості масивних і дуже яскравих зір, які не могли б утворитися за такий короткий термін за звичайних умов. Масивні зорі швидко еволюціонують і наприкінці свого еволюційного шляху спалахують як наднові, перетворюються на нейтронні зорі або чорні діри. Деякі з цих нейтронних зір і чорних дір входять до складу тісних подвійних системи і з часом стають потужними джерелами рентгенівського випромінювання, оскільки вони перетягують частину речовини зі своїх зір-супутників. Вони відомі як надяскраві рентгенівські джерела. Найяскравішими джерелами рентгенівського випромінювання є, імовірно, чорні діри із зорями-супутниками, які виглядають як білі точки, розташовані вздовж краю рентгенівського зображення. Колесо Воза містить дуже велику кількість таких чорних дір у подвійних системах. 

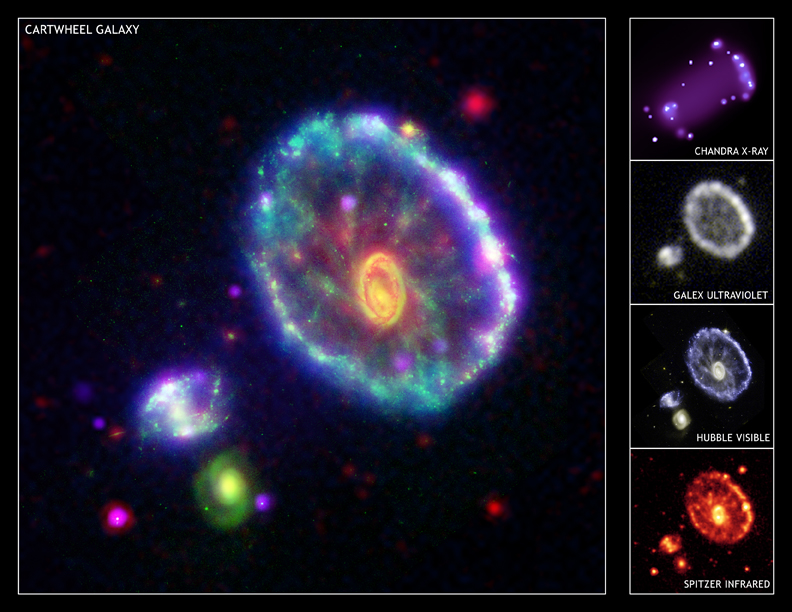
Зображення галактики Колесо Воза скомбіноване із зображень, отриманих космічними телескопами в різних ділянках спектру:
телескопа Чандра (рентгенівський діапазон/фіолетовий колір),
Galaxy Evolution Explorer (ультрафіолетовий діапазон/блакитний колір),
телескопа Хаббла (видимий діапазон/зелений колір),
телескопа Спітцера (інфрачервоний діапазон/червоний колір).
Розмір зображення — 160' у довжину.